# Болл, Джон (натуралист)
Джон Болл (англ. John Ball; 20 августа 1818 — 21 октября 1889) — ирландский политик, натуралист и альпинист, старший сын ирландского судьи Николаса Болла.
Член Лондонского королевского общества (1868).

## Биография

### Ранние годы
Родился в Дублине, старший сын Николаса Болла и Джейн Шерлок. Учился в Оскотт-колледж возле Бирмингема, затем в Колледже Христа в Кембридже, где с отличием закончил третий год обучения, но как католик не смог получить степень бакалавра. С ранних лет проявлял интерес к естественным наукам, в первую очередь, к ботанике, и после окончания Кембриджа путешествовал по Швейцарии и остальной Европе, изучая природу и публикуя в периодических научных журналах статьи о растениях и швейцарских ледниках.

### Политическая карьера
В 1846 году Болл получил должность помощника комиссара по надзору за бедными, но в 1847 году подал в отставку и на следующий год безуспешно баллотировался в парламент от Слайго. В 1849 году Болла назначили вторым комиссаром по надзору за бедными, но он вновь подал в отставку в 1852 году и выиграл выборы в Карлоу от Либеральной партии. В 1854 году, когда в информированных кругах возникли серьёзные сомнение в необходимости ввязываться в войну с Россией, Болл выступил с мнением, что Крымскую войну оправдывает большая, высокая и благородная цель: «поддержание в цивилизованном обществе принципов права и справедливости». В палате общин Болл привлёк к себе внимание лорда Палмерстона, в результате чего в 1855 году получил пост заместителя госсекретаря по делам колоний, который занимал в течение двух лет.
В министерстве колоний Болл имел большое влияние на развитие естественных наук, например, в связи с организацией экспедиции Паллизера в Канаду (в его честь был назван хребет в Канадских Скалистых горах) и поддержкой усилий Уильяма Джексона Гукера по систематизации колониальной флоры.

### Альпинист

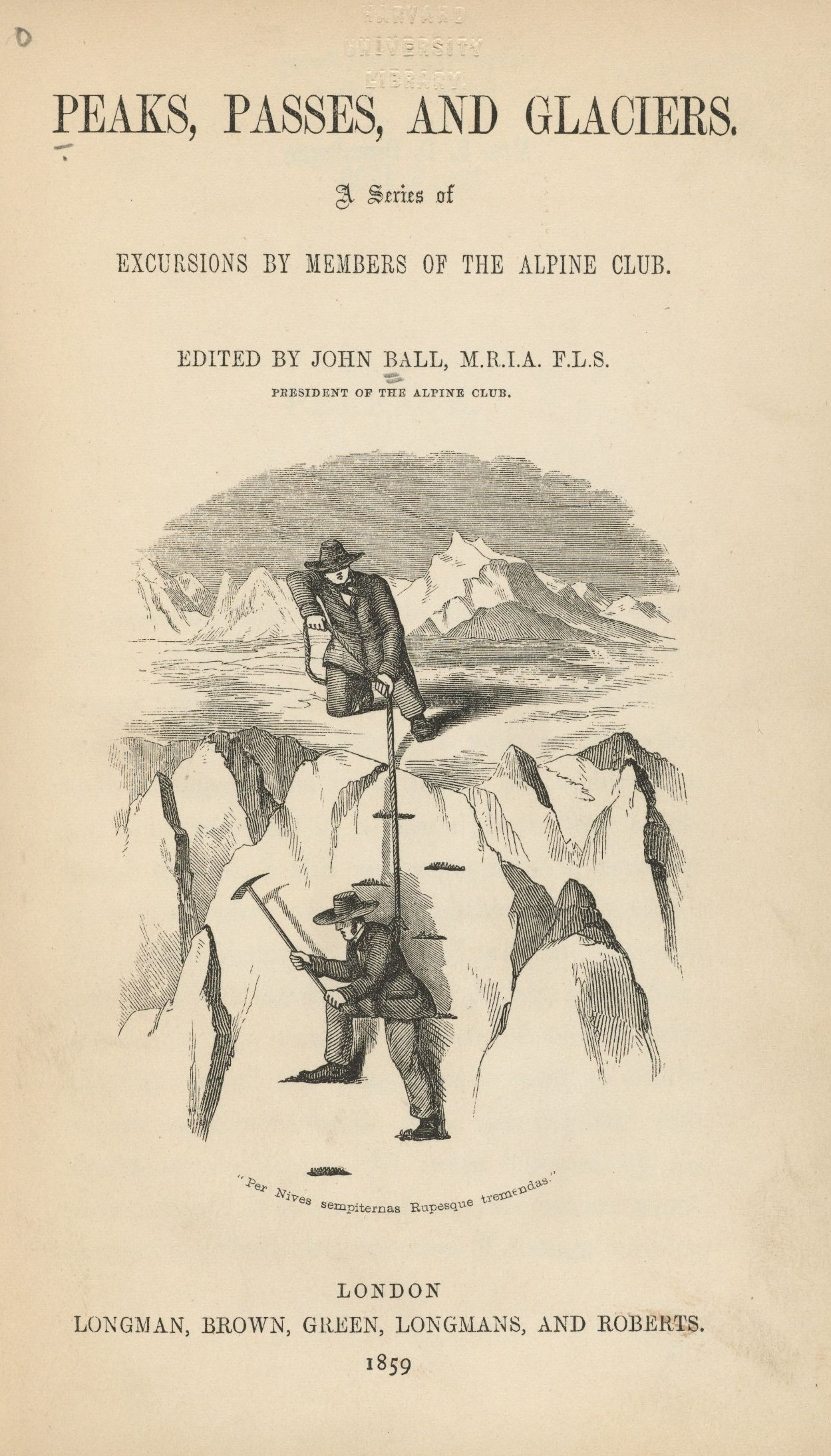
Заглавная страница книги Peaks, Passes, and Glaciers (1859) под редакцией Джона Болла

В 1858 Болл снова баллотировался в парламент, на этот раз от Лимерика, но проиграл. После этого от оставил политику и посвятил себя естествознанию. Он был первым президентом Альпийского клуба (основан в 1857 году), и именно вкладом в альпинизм в основном и стал известен. Вышедшее в Лондоне руководство Alpine Guide (1863—1868) стало результатом бесчисленных восхождений и путешествий, тщательно записанных и изложенных в понятном и занимательном стиле. Среди достижений Болла — первое восхождение на один из главных пиком Доломитовых Альп — Монте-Пельмо, которое он совершил в 1857 году. От также побывал в Марокко в 1871 году и Южной Америке в 1882 году, описав наблюдения в книгах, которые признаны заметным вкладом в науку.

### Личная жизнь
Джон Болл женился на Элизе Паролини, дочери итальянского натуралиста Альберто Паролини.
Умер в Лондоне в октябре 1889 года в возрасте 81 года.